# Ardisia perrottetiana
Ardisia perrottetiana är en viveväxtart som beskrevs av A. Dc. Ardisia perrottetiana ingår i släktet Ardisia och familjen viveväxter. Inga underarter finns listade i Catalogue of Life.